# People Are People
People Are People (в переводе с англ. — «Люди есть люди») — сборник британской группы Depeche Mode, вышедший 2 июля 1984 года для того, чтобы закрепить радиовещательный успех песни «People Are People», которая вышла в качестве сингла в марте 1984 года.

## Об альбоме
В сборник входит девять песен, шесть из которых уже присутствовали на студийных альбомах Depeche Mode, а три песни стали новыми для США — синглы «People Are People» и «Get the Balance Right!», а также би-сайды «Now, This Is Fun» и «Work Hard» из синглов «See You» и «Everything Counts» соответственно. Композиция «Love in Itself», также присутствующая на сборнике, несколько отличается от версии представленной на альбоме Construction Time Again.
Сборник был выпущен на грампластинках и CD. На обложках первых экземпляров People Are People отсутствовали название альбома и группы. Позднее эта ошибка была исправлена.

## Список композиций
Все тексты написаны Мартином Гором, кроме «Work Hard», написанной Мартином Гором и Аланом Уайлдером

Мартин Гор является основным вокалистом в песне «Pipeline».
| №  | Название                             | Альбом                                           | Длительность |
| -- | ------------------------------------ | ------------------------------------------------ | ------------ |
| 1. | «People Are People» (Single Version) | Some Great Reward                                | 3:45         |
| 2. | «Now This Is Fun» (Single Version)   | Би-сайд с 7-дюймового сингла «See You»           | 3:23         |
| 3. | «Love, in Itself»                    | Construction Time Again                          | 4:21         |
| 4. | «Work Hard» (Single Version)         | Би-сайд с 7-дюймового сингла «Everything Counts» | 4:22         |
| 5. | «Told You So»                        | Construction Time Again                          | 4:27         |

| №  | Название                                  | Альбом                                            | Длительность |
| -- | ----------------------------------------- | ------------------------------------------------- | ------------ |
| 1. | «Get the Balance Right!» (Single Version) | внеальбомный сингл                                | 3:13         |
| 2. | «Leave in Silence» (UK Single Version)    | A Broken Frame                                    | 4:00         |
| 3. | «Pipeline» (Extended)                     | Construction Time Again                           | 6:10         |
| 4. | «Everything Counts» (In Larger Amounts)   | Би-сайд с 12-дюймового сингла «Everything Counts» | 7:20         |

## Технический персонал
Список составлен по сведениям базы данных Discogs
- Дэниел Миллер — музыкальный продюсер
- Depeche Mode — музыкальный продюсер
- Town & Country Planning — дизайн
  - Мартин Аткинс — дизайн
- Стив Гердес — дизайн
- Брайан Гриффин — фотограф